# Apacer
Apacer Technology Inc. (tiếng Trung: 宇瞻科技股份有限公司; bính âm: Yǔzhān Kējì Gǔfèn Yǒuxiàn Gōngsī) là một tập đoàn đa quốc gia của Đài Loan chuyên thiết kế và tiếp thị điện tử tiêu dùng, mô-đun bộ nhớ, phần cứng và phần mềm lưu trữ kỹ thuật số. Công ty thành lập năm 1997 với tư cách là nhà cung cấp mô-đun DRAM. Năm 1999, Apacer Technology đã mở rộng phạm vi sản phẩm của mình để bao gồm bộ nhớ di động bao gồm các sản phẩm flash và USB. Năm 2002, Apacer Technology đã thành lập nhóm R & D phần sụn của mình để định vị lại doanh nghiệp với tư cách là người tạo ra ứng dụng lưu trữ kỹ thuật số.

## Lịch sử
Apacer là công ty đầu tiên trên thế giới giới thiệu một số sản phẩm hoặc tính năng độc đáo của một số sản phẩm hiện có:
1. Năm 2006, giới thiệu Ổ đĩa flash SATA RAID 2.5 "(SRFD) đầu tiên trên thế giới giúp tăng độ tin cậy và bảo mật dữ liệu;
2. Năm 2008 giới thiệu SSD + Optimizer, giải pháp tối ưu hóa Ổ cứng thể rắn (SSD) đầu tiên trên thế giới với công nghệ HyperFast từ nhà sáng tạo Diskeeper Corporation
3. Năm 2010, Apacer giới thiệu bốn giải pháp SSD kép đầu tiên trên thế giới - CSFD, SRFD, SHFD và SUFD, bổ sung thêm các chức năng cho SSD
4. Năm 2015 Apacer giới thiệu SSD AS720 giao diện kép đầu tiên trên thế giới [2]

## Sản phẩm

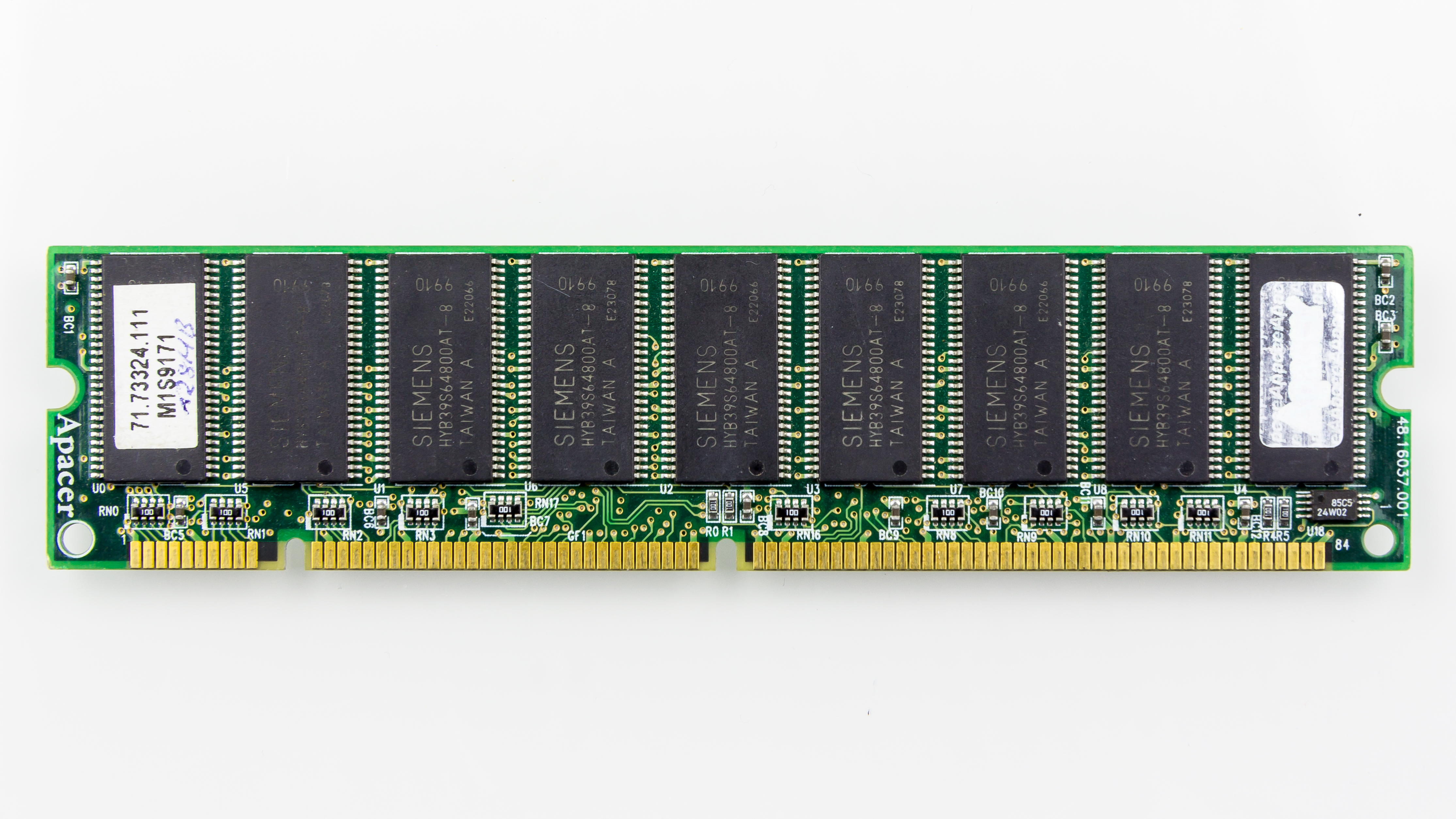
Mô đun Apacer SDRAM

- Sản phẩm công nghiệp bao gồm SSD và DRAM
- Sản phẩm tiêu dùng bao gồm Thẻ nhớ, Ổ đĩa flash USB, Ổ cứng di động, SSD, Bộ sạc dự phòng, Cáp & Bộ điều hợp, Bộ trung tâm và Đầu đọc thẻ

## Văn phòng
Trụ sở chính của Apacer Technology Inc. đặt tại Đài Loan, với các văn phòng tại Trung Quốc Đại lục, Hoa Kỳ, Châu Âu, Nhật Bản và Ấn Độ.
Apacer cũng có 5 địa điểm trong khu vực: Fremont, California cho Hoa Kỳ, Eindhoven văn phòng tại Hà Lan phục vụ khu vực EMEA, Thượng Hải cho Trung Quốc, Tokyo cho Nhật Bản và văn phòng Bangalore phục vụ Ấn Độ.
Tháng 11 năm 2010, Apacer bắt tay với Hiệp hội Máy tính Bangladesh (BCS) để bắt đầu phân phối sản phẩm trực tiếp đến Thị trường Bangladesh.